# Operació Castanya
Durant la Segona Guerra Mundial, l'Operació Castanya (anglès: Operation Chestnut) va ser un atac fallit realitzat per 2 equips del SAS, per donar suport a la Invasió aliada de Sicília.
Dos equips del SAS, formats per 10 homes cadascun, amb noms clau "Pink" i "Brig", van saltar en paracaigudes al nord de Sicília la nit del 12 de juliol de 1943, amb l'objectiu de malmetre les comunicacions, el transport i el que fos possible de l'enemic. Ja al salt es van danyar tots els equips de ràdio, i es va perdre gran part de la munició, els explosius i les provisions. Un equip va aterrar prop d'una zona habitada, la qual cosa alertà als defensors.
Sense ràdios cap equip va poder establir contacte i dirigir als avions que portaven els reforços, amb la qual cosa van retornar a la base sense realitzar cap llançament. Els exploradors van ser incapaços d'aconseguir res de profit, i van provar d'arribar fins a les línies aliades. Aquest va ser el primer atac en paracaigudes de dos equips del SAS.
El Major Geoffrey Appleyard (antic comandant de la Força d'Invasió a Petita Escala va morir. Appelyard anava a bord de l'avió que portava l'equip "Pink" com a supervisor del salt. Després del salt l'avió s'estavellà quan tornava cap a la base.